# Friedrich Alfred Schmid Noerr
Friedrich Alfred Schmid Noerr (bis 1942 nur Schmid) (* 30. Juli 1877 in Durlach, Baden; † 12. Juni 1969 in Percha (Starnberg)) war ein deutscher Kultur- und Religionsphilosoph und Schriftsteller.

## Leben und Werk
Schmid wurde als Sohn eines Landwirtschaftslehrers und späteren Ökonomierats geboren. Nach dem Abitur am humanistischen Gymnasium Tauberbischofsheim studierte Schmid Noerr seit dem Wintersemester 1896/1897 Jura, ab dem Sommersemester 1898 Philosophie und Religionswissenschaften sowie Germanistik an der Universität Freiburg, wo er 1896/97 Mitglied der Freiburger Burschenschaft Teutonia wurde. In Freiburg promovierte er 1904 und wechselte dann an die Universität Heidelberg. Dort habilitierte er sich 1905 mit einer Arbeit über Friedrich Heinrich Jacobi. In Heidelberg lehrte er zuerst als Privatdozent und von 1910 bis 1917 als a. o. Professor der Philosophie und Ästhetik. In Heidelberg pflegte er Freundschaften u. a. mit Karl Jaspers, Max Weber und Rudolf Steiner. Seit 1917 lebte er in München, später in Percha am Starnberger See als freier Schriftsteller. Im Rahmen der Münchner Räterepublik erarbeitete er im Auftrag der Gesellschaft für neue Erziehung eine Denkschrift zum Entwurf einer neuen Hochschulverfassung.
Aufgewachsen in Baden mit schwäbischen Wurzeln sah er ganz Süddeutschland als seine Heimat. Nach seinem Umzug ins bayerische Starnberg bezog er als Schriftsteller seine neue Heimat in seine Arbeiten ein. Seine kultur-, geschichts- und religionsphilosophischen Werke nach 1918 sind oft mit Orten um den Starnberger See verknüpft (z. B. „Percha“ hergeleitet aus der germanischen Göttin Perchta (Freya)), Frau Perchtas Auszug. Sie beschäftigen sich aber auch mit Schwaben. In seinem 1932 erschienenen Märchenwerk Der Drache über der Welt verwebt er im [Freiburger] Drachenzahnweh und im [Durlacher] Zwiewelewick die Geschichte der beiden Städte in ein Märchen mit historischen Personen. Ebenso durchzieht sein Werk die Suche nach einem übergeordneten Geistigen, insbesondere im groß angelegten Werk Unserer guten Frauen Einzug, das dem germanischen Mythos den Einzug des Christentums gegenüberstellt. Im hohen Alter fasste er mit seinem letzten Buch Der Mystiker seine philosophischen Erkenntnisse zusammen. Dieses Buch enthält eine Untersuchung des Typus Mystiker, wie des Hl. Eckart, der Theresa von Avila oder der Lehren des Brahmanismus. Unter anderen waren in dieser letzten Phase Teilhard de Chardin und Werner Heisenberg seine geistig-philosophischen Wegbegleiter.
Als Schriftsteller wird er der Strömung der Neo-Romantiker zugerechnet. Er verfasste Romane, Märchen, Sagen, Novellen und Gedichte und philosophische Werke, in denen er den inneren Weg von germanischer zu christlicher Weltsicht beschreibt. Er setzte den Versuch, den Mythos als Urform der Dichtung und Poesie zum Gegenstand zu machen. Fünf seiner zahlreichen Gedichte wurden in der Münchner Satirezeitschrift Simplicissimus veröffentlicht. Schmid Noerr war mit Gustav Meyrink befreundet, der wie er in Starnberg lebte. Die beiden arbeiteten literarisch zusammen, sowohl bei den Goldmachergeschichten (1925), aber vor allem im letzten Roman Meyrinks, dem 1927 veröffentlichten Engel vom westlichen Fenster (ursprünglicher Titel Baphomet), zu dem Schmid Noerr wesentliche Teile schuf. Auch verfassten sie gemeinsam einige unveröffentlichte Filmskripts.
Ab 1936 war Schmid Noerr aktiv in der Widerstandsbewegung gegen den Nationalsozialismus. Von 1936 bis 1939 erarbeitete er im Auftrag von Ludwig Beck einen extrem wertkonservativen „Entwurf einer Deutschen Reichsverfassung“. 1938 war er mit Werner Otto von Hentig in Gesprächen über die Möglichkeiten einer Regierungsform nach einem Sturz Hitlers.
In der Nachkriegszeit galt sein Werk nicht mehr als zeitgemäß. Für seine aufrechte Haltung während des Nationalsozialismus erhielt er 1963 das Bundesverdienstkreuz 1. Klasse, einen Ehrensold der Bayerischen Staatsregierung und für seine Verbundenheit mit seiner Heimat 1958 den Johann-Peter-Hebel-Preis.
Schmid Noerrs Sohn Gunzelin Schmid Noerr ist ebenfalls Philosophieprofessor.

## Veröffentlichungen (Auswahl)
- Die Philosophie Fichtes mit Rücksicht auf die Frage nach der „veränderten Lehre“, Freiburg, Heinrich Nelson, 1904 (Dissertation)
- Friedrich Heinrich Jacobi: eine Darstellung seiner Persönlichkeit und seiner Philosophie als Beitrag zu einer Geschichte des modernen Wertproblems, Heidelberg, Winter, 1908 (Habilitationsschrift)
- Die Gefangenen. Komödie in 5 Akten. Berlin, Oesterheld & Co., 1908
- Zwiewelewick: der Schatz- und Schutzgeist der guten Markgrafenstadt Durlach, Berlin, 1908
- Mönch und Philister: Kulturprobleme im deutschen Geistesleben der letzten zwei Jahrhunderte, Heidelberg, Winter, 1909
- Sechs Betrachtungen über Möglichkeit und Gegenstand der Philosophie der Kunst, Tübingen, Mohr, 1914
- Straßen und Horizonte, Gedichte, Leipzig, Verl. der Weissen Bücher, 1917
- Ecce Homo, Leipzig, Meyer & Jessen, 1918
- Denkschrift zum Entwurf einer neuen Hochschulverfassung. Im Auftr. d. „Gesellschaft f. neue Erziehung“, München, Steinicke, 1919
- Denkschrift zum Entwurf einer neuen Hochschulverfassung, München, Müller, 1919; M. Müller & Sohn, 1920
- Das Leuchterweibchen – Eine Erzählung aus dem Nürnberg Albrecht Dürers, Berlin-Grunewald, Horen-Verlag, 1928
- Frau Perchtas Auszug, Berlin-Grunewald, Horen-Verlag, 1928
- Wie Sankt Antonii Altar zu Isenheim durch Meister Mathis Grünwald errichtet ward – ein Gespräch, Berlin-Grunewald, Horen-Verl., 1929
- Der Drache über der Welt. 3 Märchenerzählungen in deutscher Landschaft, Weimar, Duncker, 1932
- Der Herrgottsturm, Leipzig, List, 1933
- Ehre und Glück des Volkes. Kosmos, Mythos, Weltgeschichte. Drei Bücher der Führung zum Reich der Deutschen. München, Bruckmann, 1933 (Vor Erscheinen verboten).[1]
- Vom Geheimnis des Geistes – Eine Auswahl aus den Schriften des Jakob Böhme. Auf Grund der K. W. Schieblerschen Ausg. besorgt, neu durchges. und eingel. von Friedrich Alfred Schmid Noerr, Leipzig, Reclam, 1937, 1940, 1965
- Vom Wunder der Seele, eine Auswahl aus den Traktaten und Predigten des Meister Eckhart. Mit Benutzung d. krit. Textausg. von Franz Pfeiffer neu übers., eingel. u. hrsg. von Friedrich Alfred Schmid Noerr, 1935, 2011. Zahlreiche Neuauflagen, ISBN 978-3-15-007319-3
- Unserer guten Frauen Einzug, Leipzig, List, 1936
- Schwäbische Landschaft, Gedichte, 1937
- Götter, Dämonen und Gewissen. Ein Versuch, Berlin, Vorwerk, 1938
- Liebe du Lebendige, Hamburg, Ellermann, 1939
- Bienchen, Mühlacker, Elser, 1939
- Der Kaiser im Berg, das mythische Gedicht von der Bergversetzung der deutschen Seele, ca. 1940
- Die Lebensmutter – Drei Perchtengeschichten, Prag; Berlin; Leipzig, Noebe, 1944
- Das Licht der Gefangenen. Mythische Erzählungen, 1947
- Ewige Mutter Europa, Der Mythos vom Europäer, Oldenburg, Oldenburger Verl.-Haus, 1949
- Vom gottförmigen Menschen. Eine Auswahl der Predigten von Johannes Tauler, Stuttgart, Reclam, 1961
- Die Hohenstaufen. Mythos und Sage; Aufgang und Schicksal; Sinnbild und Untergang, Stuttgart, Vorwerk, 1955
- Das Freiburger Drachenzahnweh, Lahr/Schwarzwald, Schauenburg, 1957, 1996. ISBN 3-7946-0450-4
- Der Durlacher Zwiewelewick, Lahr/Schwarzwald, Schauenburg, 1959, 1970 (erstmals erschienen 1908 unter dem Titel Zwiewelewick: der Schatz- und Schutzgeist der guten Markgrafenstadt Durlach).
- Dokument des Widerstandes. Entwurf einer deutschen Reichsverfassung, 1937. Abgedruckt mit Vorwort von Ralf Ritter und Erläuterung von Schmid Noerr in: Voran und beharrlich. Freiburger Burschenschaft Teutonia, Heft 33/34, S. 33–46, Freiburg, 1961
- Ein Leben im Gedicht, München, Bogen-Verl., 1961
- Der Mystiker. Wesensbeschreibung eines menschlichen Urbilds, München-Pasing, Drei-Eichen-Verl., 1967